# Quincey (Costa d'Or)
Quincey és un municipi francès, situat al departament de la Costa d'Or i a la regió de Borgonya - Franc Comtat. L'any 2007 tenia 400 habitants.

## Demografia

### Població
El 2007 la població de fet de Quincey era de 400 persones. Hi havia 146 famílies, de les quals 24 eren unipersonals (8 homes vivint sols i 16 dones vivint soles), 53 parelles sense fills, 61 parelles amb fills i 8 famílies monoparentals amb fills.
La població ha evolucionat segons el següent gràfic:
Habitants censats

### Habitatges
El 2007 hi havia 161 habitatges, 148 eren l'habitatge principal de la família, 2 eren segones residències i 11 estaven desocupats. 160 eren cases i 1 era un apartament. Dels 148 habitatges principals, 127 estaven ocupats pels seus propietaris, 16 estaven llogats i ocupats pels llogaters i 4 estaven cedits a títol gratuït; 1 tenia una cambra, 5 en tenien dues, 22 en tenien tres, 30 en tenien quatre i 90 en tenien cinc o més. 111 habitatges disposaven pel capbaix d'una plaça de pàrquing. A 49 habitatges hi havia un automòbil i a 86 n'hi havia dos o més.

### Piràmide de població
La piràmide de població per edats i sexe el 2009 era:
| Homes | Edats   | Dones |
| ----- | ------- | ----- |
| 0     | 95 o +  | 0     |
| 0     | 90 a 94 | 4     |
| 0     | 85 a 89 | 4     |
| 4     | 80 a 84 | 0     |
| 0     | 75 a 79 | 0     |
| 8     | 70 a 74 | 4     |
| 4     | 65 a 69 | 8     |
| 4     | 60 a 64 | 0     |
| 12    | 55 a 59 | 16    |
| 4     | 50 a 54 | 12    |
| 28    | 45 a 49 | 20    |
| 16    | 40 a 44 | 12    |
| 8     | 35 a 39 | 16    |
| 16    | 30 a 34 | 16    |
| 12    | 25 a 29 | 16    |
| 0     | 20 a 24 | 8     |
| 9     | 15 a 19 | 20    |
| 20    | 10 a 14 | 16    |
| 12    | 5 a 9   | 20    |
| 16    | 0 a 4   | 4     |

## Economia
El 2007 la població en edat de treballar era de 268 persones, 207 eren actives i 61 eren inactives. De les 207 persones actives 197 estaven ocupades (105 homes i 92 dones) i 10 estaven aturades (5 homes i 5 dones). De les 61 persones inactives 18 estaven jubilades, 29 estaven estudiant i 14 estaven classificades com a «altres inactius».

### Ingressos
El 2009 a Quincey hi havia 158 unitats fiscals que integraven 444 persones, la mediana anual d'ingressos fiscals per persona era de 21.113,5 €.

### Activitats econòmiques
Dels 11 establiments que hi havia el 2007, 1 era d'una empresa de fabricació de material elèctric, 2 d'empreses de fabricació d'altres productes industrials, 3 d'empreses de construcció, 3 d'empreses de comerç i reparació d'automòbils, 1 d'una empresa d'hostatgeria i restauració i 1 d'una empresa immobiliària.
Dels 4 establiments de servei als particulars que hi havia el 2009, 1 era un paleta, 1 fusteria, 1 lampisteria i 1 restaurant.
L'any 2000 a Quincey hi havia 9 explotacions agrícoles.

## Equipaments sanitaris i escolars
El 2009 hi havia una escola elemental integrada dins d'un grup escolar amb les comunes properes formant una escola dispersa.

## Poblacions més properes
El següent diagrama mostra les poblacions més properes.